# O Concurso
O Concurso é um filme de comédia brasileiro de 2013, dirigido por Pedro Vasconcelos, escrito por LG Tubaldini Júnior, com colaboração de Carla Faour, e estrelado por Danton Mello, Fábio Porchat, Rodrigo Pandolfo e Anderson Di Rizzi, como quatro candidatos a um concurso público para juiz federal.  O longa-metragem foi lançado nos cinemas brasileiros em 19 de julho de 2013.

## Sinopse
No dia da prova final de um concurso público para juiz federal no Rio de Janeiro, os quatro advogados finalistas chegam de forma bizarra: o gaúcho Rogério Carlos (Fábio Porchat) entra vestido de mulher cercado de travestis, o paulista Bernardinho (Rodrigo Pandolfo) maltrapilho em uma moto guiada pela atraente Martinha (Sabrina Sato), o carioca Caio (Danton Mello) aparece em uma viatura da qual desce algemado e escoltado, e o cearense Freitas (Anderson Di Rizzi) surge em uma ambulância junto de sua esposa grávida Mariana (Carol Castro), entrando no salão em uma maca empurrada por praticantes de candomblé. O filme então volta para dois dias antes, mostrando o quarteto se conhecendo e se envolvendo em várias confusões enquanto se preparam para a prova.

## Elenco
- Danton Mello como Caio
- Fábio Porchat como Rogério Carlos
- Rodrigo Pandolfo como Bernardinho
- Anderson Di Rizzi como Freitas
- Sabrina Sato como Martinha Pinel
- Carol Castro como Mariana
- Gigante Léo como Polegada
- Jackson Antunes como o pai de Rogério Carlos
- Pedro Paulo Rangel como Meirinho
- Nelson Freitas como Pai Preto
- Érico Brás como Roberval
- Duda Ribeiro como Francis
- Jorge Coutinho como Desembargador Anastácio
- Sandra Pêra como Desembargadora Dilma
- Alexandre Dacosta como Desembargador Lewandovski
- Leon Lerner como Desembargador Joaquim
- Gaspar Filho como Desembargador Peluso
- Flávia Garrafa como juíza de Pequenas Causas
- Emiliano Queiroz como Velhinho bibliotecário
- Marcello Gonçalves como Oscar
- Val Perré como Gilmar
- Dandara Mariana como Janaína
- Cilene Lira como Presidente do júri
- André Akel como Promotor
- Aramis Trindade como Marquinhos bicheiro
- Alice Borges como mãe de Bernardinho
- Paulão Duplex como Armário
- Eliú Santos como Zé Mininu
- Igor Paiva como Drag queen 1
- Oscar Calixto  como Drag Queen[5] 2
- Gleison Brito como Drag queen 3
- Alexandre Zacchia como Gumercindo
- Fernando Gomes como balconista do bar do posto
- Creo Kellab como Garçom do camarote
- Marco Bravo como Apresentador de TV
- Wilson Rabelo como Vendedor de biscoitos Globo / Traficante do Zé Mininu 2
- Christian Villegas como Jovem concurseiro 1
- Igor Pontes comoo Jovem concurseiro 2
- Raphael Rossatto como Jovem concurseiro 3
- Candé Faria como Jovem concurseiro 4
- Rodrigo Nedeff como Traficante do Zé Mininu 1
- Chico Melo como Traficante do Polegada 1
- Washington Felizardo como Traficante do Polegada 2
- Luis Antônio do Nascimento como Umbandeiro 2

## Produção

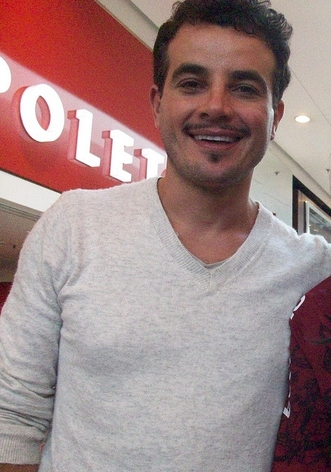
Anderson Di Rizzi interpreta um dos personagens principais do filme.

### Origem
Após o lançamento de Qualquer Gato Vira-Lata, o diretor Pedro Vasconcelos teve a ideia do projeto de um filme sobre concursos ao estar conversando com o executivo Márcio Fracarolli que trabalha na Paris Filmes, co-distribuidora dos filmes. Durante este período, Pedro se dedicou a estudar diversas pessoas que participam de concursos públicos até o filme chegar ao formato atual do enredo. Pedro disse que o "filme tem a ver com a realidade de muitos brasileiros, que sonham em passar em concurso público". Tubaldini acrescentou que "boa parte das mudanças que vêm acontecendo no País têm a ver com essa geração de concurseiros, comprometidos com novos valores".

### Elenco
No segundo semestre de 2012, a apresentadora e humorista Sabrina Sato foi confirmada em O Concurso. Em uma entrevista, Sabrina relatou: "sempre foi meu sonho fazer cinema [...] Não sou atriz, sou caricata... aí o Tubaldini entrou em contato com minha irmã", acrescentando não saber o que tinha dado na cabeça do produtor.
No início de 2013, poucos dias antes das filmagens, a atriz Carol Castro foi confirmada no elenco do filme. A atriz teve que usar uma barriga postiça para interpretar uma personagem gestante, chamada Mariana. Outros atores como Danton Mello, Fábio Porchat e Anderson Di Rizzi também foram confirmados pela mídia, alguns dias antes do início das filmagens.

### Filmagens
Com um orçamento de produção estimado de 5 milhões de reais, as filmagens de O Concurso iniciou no início de 2013. As locações do filme inclui Niterói, com locações na Praia de Ipanema, em Santa Teresa, no Museu Nacional de Belas Artes - transformado em sala de aula dos candidatos - e no Ministério da Fazenda. As filmagens das cenas da personagem Martinha Pinéu, interpretada por Sabrina Sato iniciaram em 11 de janeiro e terminaram em 4 de fevereiro de 2013.

## Recepção

### Crítica
Marcelo Hessel em sua crítica para o Omelete escreveu: "Embora no papel a premissa de O Concurso pareça próxima demais de Se Beber, Não Case! (...) a comédia escrita por Leonardo Levise L.G. Tubaldini Jr. é inconfundivelmente brasileira, naquilo que herda das chanchadas (...) Se as piadas de O Concurso funcionam ou não dentro dessa proposta, já é outra questão. Muitas situações cômicas são mal estabelecidas (...) mal encenadas (...) e o diretor estreante Pedro Vasconcelos tem dificuldade em dar agilidade a essas situações (...) O que fica ao fim é o risco de ser condescendente (...) porque embora os planos sejam pensados para significar algo (...), a ação e o humor não acompanham. E se era pra fazer piadas de anão e de gostosa, que elas pelo menos fossem boas."
Emílio Faustino do Ccine10 disse que o filme é "uma escolha um tanto quanto arriscada, que da margem a piadas gastas e de cunho por vezes pejorativo. (...) Um aspecto crítico do filme e que dá aquele ar de 'feito as pressas', é a direção de arte. (...) Existem vários pontos neste filme que poderiam ser questionados (...), mas falar mais mal desse filme do que já foi dito, seria como chutar cachorro morto."

### Bilheteria
No primeiro final de semana 294 537 pessoas assistiram o filme nos cinemas. A partir da segunda semana o número de ingressos vendidos de O Concurso passou a cair consecutivamente. Na terceira semana atingiu um milhão de espectadores. A bilheteria foi finalizada com um público de 1 302 863 espectadores após sete semanas em cartaz.